# أناستازيا سيفاستوفا
أناستازيا سيفاستوفا (باللاتفية: Anastasija Sevastova) مواليد 13 أبريل 1990 في ليباجا، الاتحاد السوفيتي، هي لاعبة كرة مضرب لاتفية بدأت مسيرتها كمحترفة سنة 2006 وتلعب باليد اليمنى، اعتزلت اللعب لكنها عادت مرة أخرى في 2015. أعلى تصنيف لها في الفردي كان المركز الـ 36 في سنة 2011.

## النهائيات

### الفردي: 1 (الألقاب 1)
| الحصيلة | الرقم | التاريخ     | الدورة                      | الأرضية | المنافس               | النتيجة  |
| ------- | ----- | ----------- | --------------------------- | ------- | --------------------- | -------- |
| الفوز   | 1.    | 8 مايو 2010 | البرتغال المفتوحة، البرتغال | ترابية  | أرانتشا بارا سانتونجا | 6–2, 7–5 |

## الخط الزمني للأداء
مفتاح
| ف | ن | ن.ن | ر.ن | د# | د.م | ل | أ.أ | ت | غ | ب | ف | ذ | م.خ | ل.ت |

(ف) فاز بالبطولة (ن) وصل النهائي (ن.ن) نصف النهائي (ر.ن) ربع النهائي (د#) الأدوار الأربعة الأولى (د.م) دور المجموعات (ل) شارك في كأس ديفيز (أ.أ) خرج من الأدوار الاولى (ت) خسر التصفيات التأهيلية (غ) غاب عن الحدث أو البطولة (ب) حصل على ميدالية برونزية (ف) حصل على ميدالية فضية (ذ) حصل على ميدالية ذهبية (م.خ) بطولة الماسترز خُفضت إلى مرتبة أقل (ل.ت) البطولة لم تعقد في السنة المعينة.
لتجنب الارتباك وازدواجية الحساب، يتم تحديث هذه المعلومات إما في نهاية البطولة، أو عندما تكون مشاركة اللاعب في البطولة قد انتهت.

### الفردي
| دورات الجراند سلام |      |      |      |      |       |      |      |      |
| الدورة             | 2008 | 2009 | 2010 | 2011 | 12-14 | 2015 | 2016 | ف-خ  |
| أستراليا المفتوحة  | غ    | ت    | د1   | د4   | غ     | غ    | د2   | 4–3  |
| فرنسا المفتوحة     | غ    | د1   | د1   | د1   | غ     | غ    |      | 0–3  |
| بطولة ويمبلدون     | ت    | د1   | د1   | د1   | غ     | غ    |      | 0–3  |
| أمريكا المفتوحة    | غ    | د2   | د2   | د1   | غ     | ت1   |      | 2–3  |
| فوز-خسارة          | 0–0  | 1–3  | 1–4  | 3–4  | 0–0   | 0–0  | 1–1  | 6–12 |

## روابط خارجية
- أناستازيا سيفاستوفا على موقع رابطة محترفات التنس (الإنجليزية)
- أناستازيا سيفاستوفا على موقع الاتحاد الدولي لكرة المضرب (الإنجليزية)
- أناستازيا سيفاستوفا على موقع كأس بيلي جين كينغ (الإنجليزية)
- أناستازيا سيفاستوفا على موقع خلاصة التنس.كوم (الإنجليزية)
- أناستازيا سيفاستوفا على موقع إي إس بي إن.كوم (الإنجليزية)
- أناستازيا سيفاستوفا على موقع اللجنة الأولمبية الدولية (الإنجليزية)
- أناستازيا سيفاستوفا على موقع أوليمبيديا (الإنجليزية)